# The Investigators

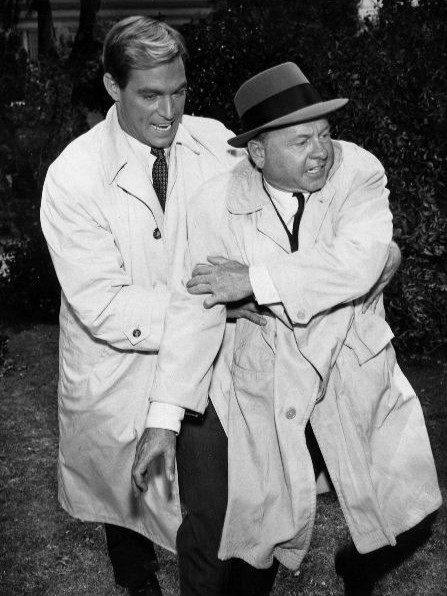
James Franciscus e Mickey Rooney (guest star nell'episodio I Thee Kill).

The Investigators è una serie televisiva statunitense in 13 episodi trasmessi per la prima volta nel corso di una sola stagione nel 1961.
È una serie d'azione a sfondo investigativo incentrata sui casi affrontati dagli investigatori assicurativi di New York Russ Andrews e Steve Banks.

## Personaggi e interpreti
- Russ Andrews (13 episodi, 1961), interpretato da James Franciscus.
- Steve Banks (13 episodi, 1961), interpretato da James Philbrook.
- Maggie Peters (episodi sconosciuti, 1961), interpretata da Mary Murphy.
È la segretaria di Russ Andrews e Steve Banks.
- Bill Davis (episodi sconosciuti, 1961), interpretato da Alan Austin.
- Clayton (episodi sconosciuti, 1961), interpretato da Asher Dann.
- Polly (episodi sconosciuti, 1961), interpretata da June Kenney.

## Produzione
La serie fu prodotta da Revue Studios. Le musiche furono composte da Jack Marshall e Pete Rugolo. Il regista è Joseph H. Lewis. Tra gli sceneggiatori sono accreditati: John Gerard e James Gunn.

## Distribuzione
La serie fu trasmessa negli Stati Uniti dal 5 ottobre 1961 al 28 dicembre 1961 sulla rete televisiva CBS.

## Episodi
| Stagione       | Episodi | Prima TV USA |
| -------------- | ------- | ------------ |
| Prima stagione | 13      | 1961         |